# Eugaurax vittatus
Eugaurax vittatus är en tvåvingeart som beskrevs av Curtis W. Sabrosky 1950. Eugaurax vittatus ingår i släktet Eugaurax och familjen fritflugor. Inga underarter finns listade i Catalogue of Life.